# Molyhos csillaggomba
A molyhos csillaggomba (Geastrum floriforme) a csillaggombafélék családjába tartozó, kozmopolita elterjedésű, homokos talajú réteken, erdőkben élő, nem ehető gombafaj. 

## Megjelenése
A molyhos csillaggomba termőteste eleinte nagyjából kerek és 1-2 cm átmérőjű, majd a külső burka (exoperídium) csillagszerűen, 5-10 csúcsos lebennyel szétválik; szélessége ekkor 1,5-3,5 (4) cm. Száraz időben ismét összezárul. A lebenyek felső felszíne sima, színe különböző árnyalatú barna. 
A középső spórazsák eleinte tojásdad majd nyomottan kerekded. 6-15 mm átmérőjű, nyele nincs. Belső burokkal (endoperídium) borított felszíne fiatalon molyhos-korpás, színe szürkésbarna, idősen majdnem fehérre kifakul. Csúcsán a spórák kieregetésére szolgáló perisztóma gyengén fejlett (néha csak egy nyílás), udvara nincs, színe megegyezik a spórazsákéval.
Spórapora sötétbarna. Spórája kerek, szemölcsös felszínű, mérete 5,5-7 µm. 

### Hasonló fajok
Higroszkópos (szárazon összezáruló) rokonai közül a rideg csillaggomba vagy a pusztai csillaggomba hasonlíthat rá. 

## Elterjedése és termőhelye
Az Antarktisz kivételével minden kontinensen előfordul. 
Homokos talajú pusztákon, nyílt területeken, gyengén füves mezőkön, ligetekben található meg. Ősszel esők után bújuk elő, de száraz termőteste egész évben megmaradhat.

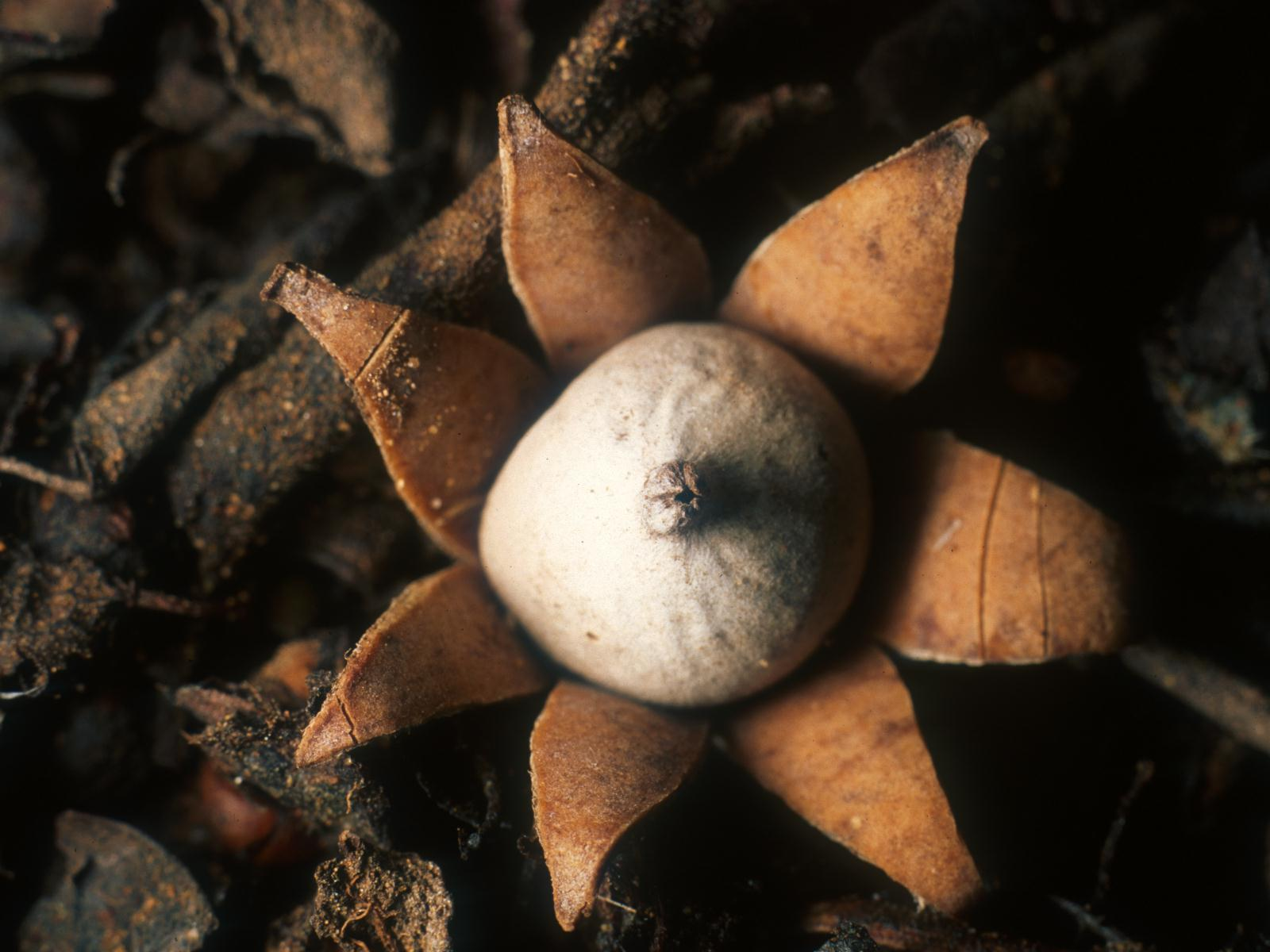
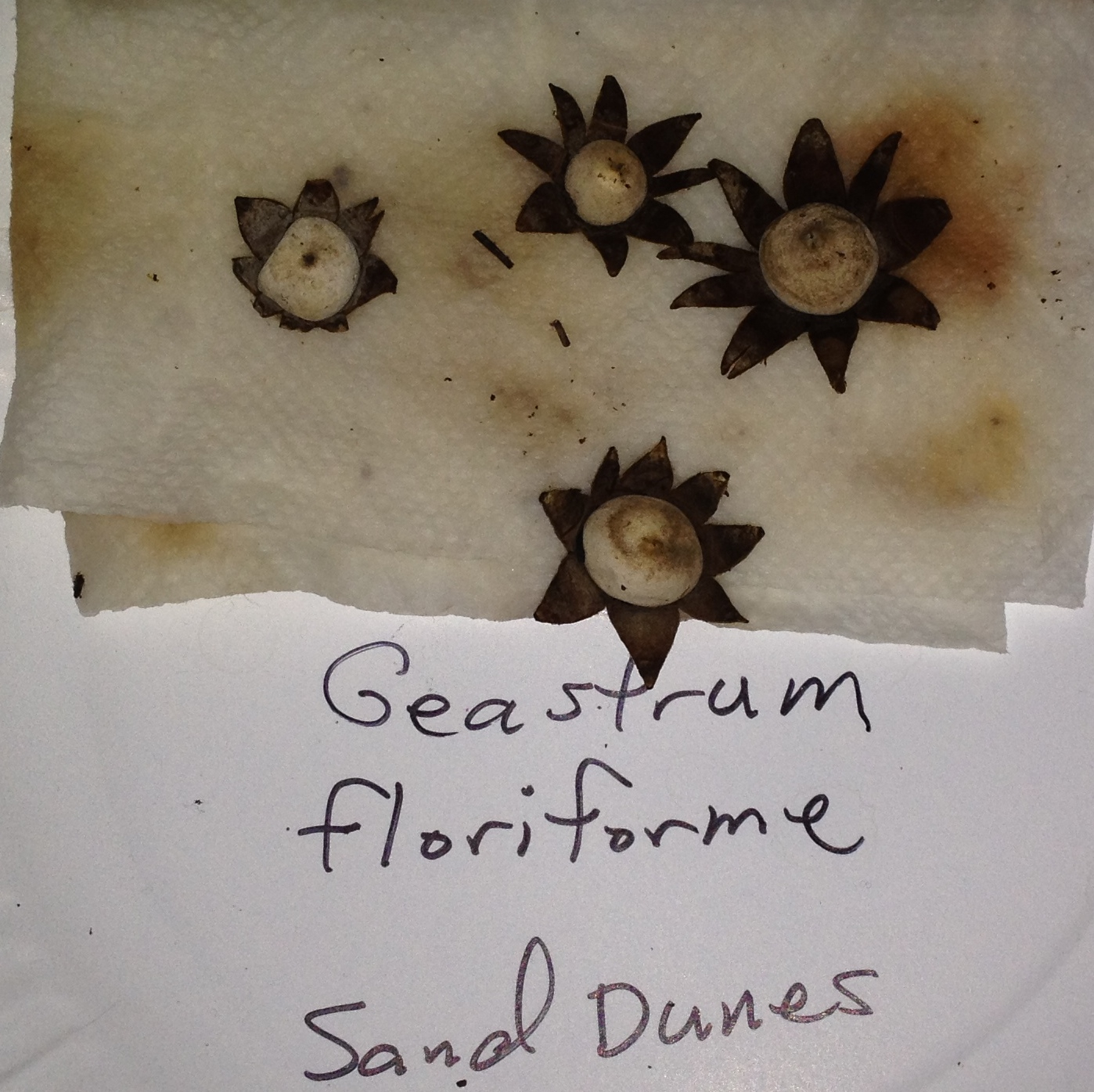
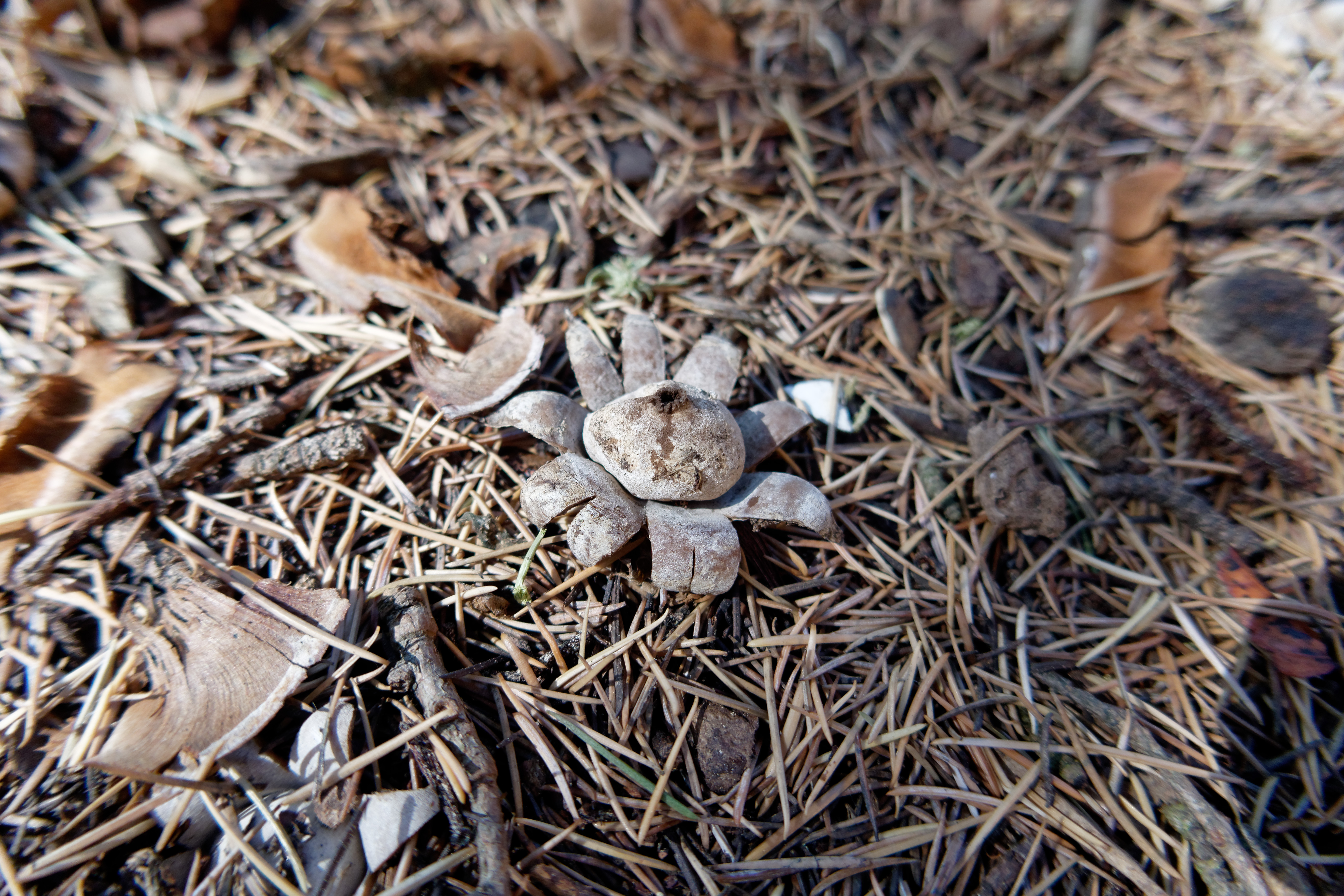
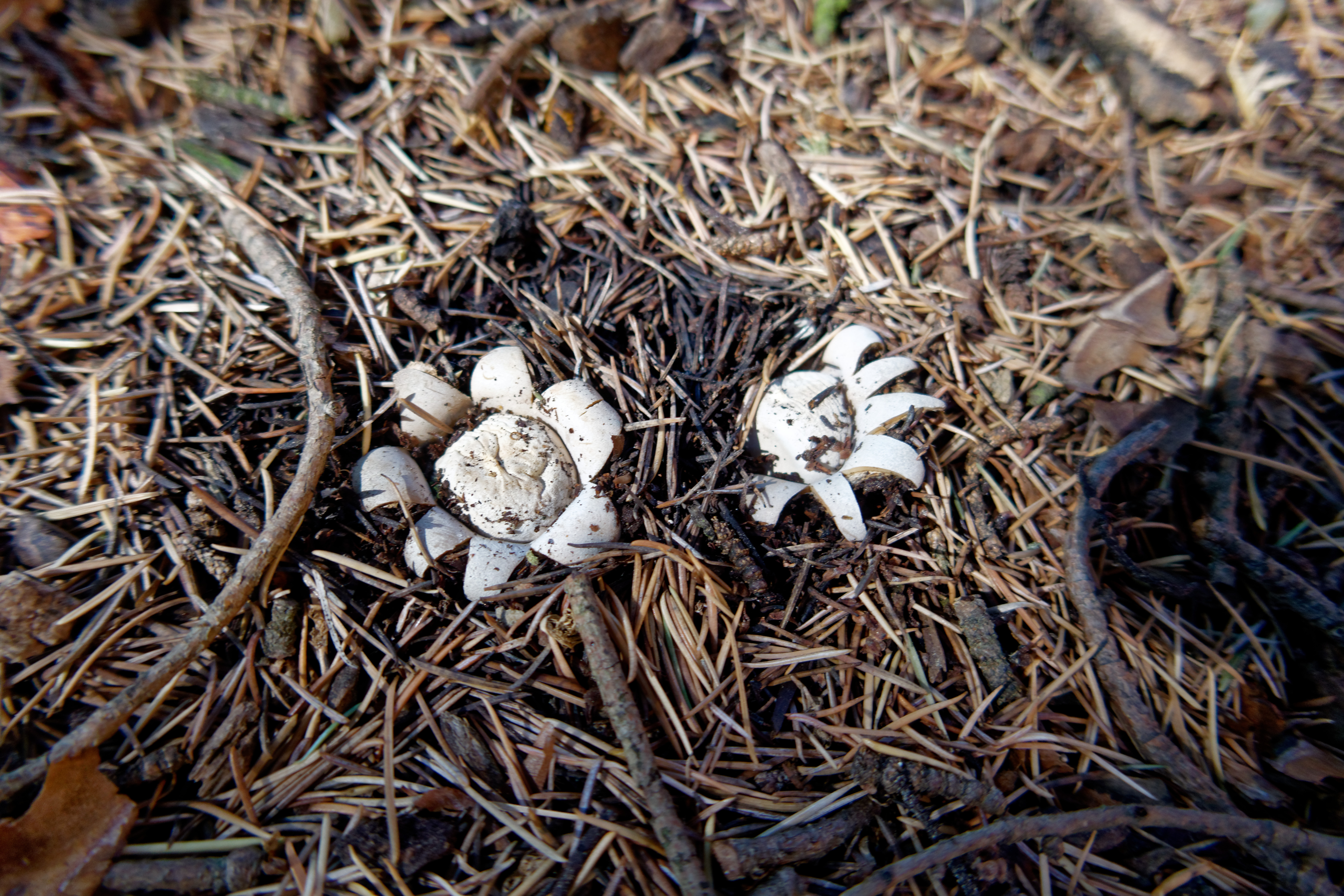

Nem ehető.